# 파쿤도 페레이라
파쿤도 페레이라(Facundo Ferreyra, 1991년 3월 14일 ~ )는 아르헨티나의 축구 선수이다. 현재 리가 MX의 티후아나에서 공격수로 뛰고 있다.

## 수상 경력

### 클럽
벨레스 사르스필드
- 아르헨티나 프리메라 디비시온: 토르네오 이니시알 2012-13
- 아르헨티나 프리메라 디비시온: 수페르피날 2012-13

### 개인
- 아르헨티나 프리메라 디비시온 득점왕: 2012-13